# Kar de Mumma

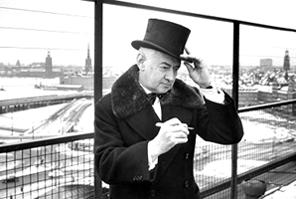
Erik Zetterström beim Katarinahissen

Kar de Mumma (eigentlich: Erik Harald Zetterström; * 14. August 1904 in Stockholm; † 7. Juli 1997 ebenda) war ein schwedischer Schriftsteller, Revue-Verfasser und Glossenschreiber. Sein Pseudonym zeugt deutlich vom Humor des Inhabers – kardemumma ist das schwedische Wort für Kardamom.

## Leben und Werk
Schon sein Vater war Glossenschreiber und Erik folgte in dessen Fußstapfen. Sein erstes Buch, I pappas fotspår, erschien 1922. Unter seinen mehr als 90 Büchern finden sich meist Sammlungen von Zeitungskolumnen aber auch Novellen und selbstbiografische Werke. Großen Bekanntheitsgrad erlangten seine Jugendbücher Två år i varje klass (Zwei Jahre in jeder Klasse, 1923) und Sigge Nilsson och jag (Sigge Nilsson und ich, 1926).
Sein Wunsch Schauspieler zu werden, resultierte in mehreren kleineren Rollen in den 1920er Jahren, doch letztendlich begann er Stücke fürs Theater zu schreiben. Er schuf Sketche für die Revuen von Ernst Rolf und Karl Gerhard und 1929 zusammen mit Karl-Ewert die erste vollständige Revue mit dem Titel Stockholm-Motala. Ab 1937 produzierte er eigene Revuen, hauptsächlich für die Bühne Folkteatern im Stockholmer Stadtteil Östermalm. Bis 1978 waren diese wohlbekannte Institutionen im Stockholmer Kulturleben.
Kar de Mummas Glossen wurden vor allem im Svenska Dagbladet veröffentlicht. Von diesen Glossen sind bis in die 1990er Jahre über 20.000 entstanden. Er belustigte sich selbst über seinen Leserkreis von Oberklassefrauen, denen er zuschrieb: „dass sie unglücklich sind, wenn sie nicht jeden Morgen ihren Kar de Mumma ans Bett gebracht bekommen“.

## Filmografie
- 1981 – Sopor
- 1975 – Släpp fångarne loss, det är vår!
- 1972 – Anderssonskans Kalle
- 1972 – Mannen som slutade röka
- 1971 – Apfelkrieg (Äppelkriget)
- 1964 – Svenska bilder
- 1926 – Flickan i frack
- 1926 – Flickorna på Solvik
- 1920 – Trollsländan